# Iktyologi
Iktyologi eller ichthyologi (fra græsk: ἰχθύς, ikhthus, "fisk") er den gren af zoologien, der omhandler fisk, det vil sige benfisk (Osteichthyes), bruskfisk (Chondrichthyes) og de kæbeløse fisk (Agnatha). Ifølge internetportalen FishBase er 34.300 arter videnskabeligt beskrevet pr. december 2019. Der findes således flere fiskearter end det samlede antal af alle andre hvirveldyr: pattedyr, padder, krybdyr og fugle.